# Langues lencas
Les langues lencas sont une famille de langues amérindiennes parlées en Amérique centrale, au Honduras et au Salvador. 

## Classification
Les langues lencas sont considérées comme n'étant pas génétiquement reliées à d'autres familles de langues amérindiennes. 

## Classification interne
La famille se compose de deux langues.
- le lenca du Salvador
- le lenca du Honduras

Les deux langues sont éteintes et faiblement documentées.